# Lista odcinków serialu anime Welcome to Demon School! Iruma-kun
Artykuł zawiera listę wszystkich wyemitowanych odcinków telewizyjnego serialu anime Welcome to Demon School! Iruma-kun, opracowanego na podstawie mangi autorstwa Osamu Nishi.
Pierwszy sezon był emitowany od 5 października 2019 do 7 marca 2020 w stacji NHK Educational TV. Sezon drugi był nadawany od 17 kwietnia do 11 września 2021. Emisja trzeciego sezonu rozpoczęła się 8 października 2022 i zakończyła 4 marca 2023. W listopadzie 2024 zapowiedziano powstanie czwartego sezonu.
W Polsce dwa pierwsze sezony są dostępne za pośrednictwem serwisu Canal+ online.

## Przegląd serii
| Sezon | Sezon | Odcinki | Premiera serii      | Finał serii      |
| ----- | ----- | ------- | ------------------- | ---------------- |
|       | 1     | 23      | 5 października 2019 | 7 marca 2020     |
|       | 2     | 21      | 17 kwietnia 2021    | 11 września 2021 |
|       | 3     | 21      | 8 października 2022 | 4 marca 2023     |

## Lista odcinków

### Sezon 1 (2019–20)
| №  | #  | Tytuł | Premiera             |
| -- | -- | --- | -------------------- |
| 1  | 1  | Iruma ze szkoły demonów Akuma gakkō no Iruma-kun (悪魔学校の入間くん)                                          | 5 października 2019  |
| 2  | 2  | Przywołałem chowańca! Tsukaima, shōkan! (使い魔、召喚!)                                                        | 12 października 2019 |
| 3  | 3  | Iruma i Clara / Demoniczni przyjaciele Iruma to Kurara / Akuma no otomodachi (入間とクララ / 悪魔のお友達)     | 19 października 2019 |
| 4  | 4  | Klasa odmieńców Abunōmaru kurasu (問題児クラス)                                                                | 26 października 2019 |
| 5  | 5  | Wszystko dla korony Maō wo mezasu mono (魔王を目指す者)                                                        | 2 listopada 2019     |
| 6  | 6  | Teoria Amelie Ameri no kasetsu (アメリの仮説)                                                                  | 9 listopada 2019     |
| 7  | 7  | Wspomnienia pierwszej miłości Hatsukoi memorī (初恋メモリー)                                                   | 16 listopada 2019    |
| 8  | 8  | Stracić głowę dla Clary Kurara ni meromero (クララにメロメロ)                                                  | 23 listopada 2019    |
| 9  | 9  | Determinacja i ciężka praca Iruma no ketsui, takanaru doryoku (入間の決意、高鳴る努力)                         | 30 listopada 2019    |
| 10 | 10 | Egzekucja kulą armatnią! Gekitō, shokeigyokuhō!! (激闘、処刑玉砲！！)                                          | 7 grudnia 2019       |
| 11 | 11 | Mój chowaniec i ja / Nowe wyzwanie Tsukaima to issho! / Batora no chōsen (使い魔といっしょ！ / 師団の挑戦)     | 14 grudnia 2019      |
| 12 | 12 | Polowanie na świeżaków Rūkī hanto!! (1年生争奪戦！！)                                                          | 21 grudnia 2019      |
| 13 | 13 | Dywizja Magicznej Inżynierii / Wieczerza trzynastu Magu kenkyū batora / Sātīn dinā (魔具研究師団 / 13冠の集い) | 28 grudnia 2019      |
| 14 | 14 | Prezentacje dywizji Batora no ohirome (師団のお披露目)                                                         | 4 stycznia 2020      |
| 15 | 15 | Kirio i komnata tajemnic Kiriwo no kakushi beya (キリヲの隠し部屋)                                             | 11 stycznia 2020     |
| 16 | 16 | Przeddzień festynu Zenyasai (前夜祭)                                                                           | 18 stycznia 2020     |
| 17 | 17 | Biegnij, Irumo! Hashire Iruma, Kiriwo no moto e! (走れ入間、キリヲのもとへ！)                                  | 25 stycznia 2020     |
| 18 | 18 | Czego najbardziej pragnę Kokoro kara nozomu mono (心から望むもの)                                              | 1 lutego 2020        |
| 19 | 19 | Chcę wszystko naprawić / Rodzinny czas Zenbu hiroitai / Kazoku to no jikan (全部拾いたい / 家族との時間)       | 8 lutego 2020        |
| 20 | 20 | Wspaniała nagroda / Traktowanie ludzi Haearu hyōshō / Ningen no shogū (栄えある表彰 / 人間の処遇)              | 15 lutego 2020       |
| 21 | 21 | Demdolka Kuromu Akudoru Kuromu-chan (アクドルくろむちゃん！)                                                   | 22 lutego 2020       |
| 22 | 22 | Olśnienie Kirakira no shōgeki (キラキラの衝撃)                                                                 | 29 lutego 2020       |
| 23 | 23 | Pasujesz tu, Irumo Najimimashita, Iruma-kun (馴染みました！入間くん)                                           | 7 marca 2020         |

### Sezon 2 (2021)
| №  | #  | Tytuł                                                                                            | Premiera         |
| -- | -- | ------------------------------------------------------------------------------------------------ | ---------------- |
| 24 | 1  | Sekret pierścienia Yubiwa no himitsu (指輪の秘密)                                                | 17 kwietnia 2021 |
| 25 | 2  | Decyzja Amelie Ameri no ketsudan (アメリの決断)                                                  | 24 kwietnia 2021 |
| 26 | 3  | Urocza demonica Otome na akuma (乙女な悪魔)                                                      | 1 maja 2021      |
| 27 | 4  | Spojrzenie przewodniczącej Seito Kaichō no nagame (生徒会長の眺め)                               | 8 maja 2021      |
| 28 | 5  | Zaproś znajomych Otomodachi go shōtai! (オトモダチご招待！)                                      | 15 maja 2021     |
| 29 | 6  | Królewska klasa Roiyaru wan (王の教室)                                                           | 22 maja 2021     |
| 30 | 7  | Nauczyciele szkoły demonów Babirusu no kyōshitachi (悪魔学校の教師たち)                          | 29 maja 2021     |
| 31 | 8  | Złoto głupców Dōkeshi no kiseki (道化師の奇跡)                                                   | 5 czerwca 2021   |
| 32 | 9  | Nauka w Zaświatach Makai no obenkyō (魔界のお勉強)                                               | 12 czerwca 2021  |
| 33 | 10 | Lekcja Balama Baramu no jugyō (バラムの授業)                                                     | 19 czerwca 2021  |
| 34 | 11 | Egzaminy końcowe / Babskie pogaduchy Shūmatsu tesuto / Gāruzu tōku (終末テスト / ガールズトーク) | 26 czerwca 2021  |
| 35 | 12 | Wizyta profesora Kalego Karuego sensei no katei hōmon (カルエゴ先生の家庭訪問)                   | 3 lipca 2021     |
| 36 | 13 | Walter Park Worutā pāku (ウォルターパーク)                                                       | 10 lipca 2021    |
| 37 | 14 | Towarzysze zabawy Minna no asobi aite (みんなの遊び相手)                                         | 17 lipca 2021    |
| 38 | 15 | Atak magicznych bestii Majū shūgeki (魔獣襲撃)                                                   | 24 lipca 2021    |
| 39 | 16 | Nazwa tego uczucia Kono kanjō no namae wa (この感情の名前は)                                     | 31 lipca 2021    |
| 40 | 17 | Najmocniejsza włócznia Saikyō no hoko (最強の矛)                                                 | 7 sierpnia 2021  |
| 41 | 18 | Moje pragnienie Boku no yoku (僕の欲)                                                            | 14 sierpnia 2021 |
| 42 | 19 | Dom Clary Kurara no ouchi (クララのお家)                                                         | 21 sierpnia 2021 |
| 43 | 20 | Wymarzona randka Yumemiru dēto (夢見るデート)                                                    | 4 września 2021  |
| 44 | 21 | Ten, który rządzi Zaświatami Makai o suberu mono (魔界を統べる者)                                | 11 września 2021 |

### Sezon 3 (2022–23)
| №  | #  | Tytuł                                                                                        | Premiera             |
| -- | -- | -------------------------------------------------------------------------------------------- | -------------------- |
| 45 | 1  | Futekigō kurasu no shin gakki (不適合クラスの新学期)                                         | 8 października 2022  |
| 46 | 2  | Shishō Bachiko (師匠バチコ)                                                                  | 15 października 2022 |
| 47 | 3  | Iruma no honne (入間の本音)                                                                  | 22 października 2022 |
| 48 | 4  | Shūkaku-sai no noroshi (収穫祭の狼煙)                                                        | 29 października 2022 |
| 49 | 5  | Kōkatsu na akuma (狡猾な悪魔)                                                                | 5 listopada 2022     |
| 50 | 6  | Mashō no pyua (魔性のピュア)                                                                 | 12 listopada 2022    |
| 51 | 7  | Kurara no omochahako / Sakebigoe no hibiku yoru (クララのおもちゃ箱 / 叫び声の響く夜)        | 19 listopada 2022    |
| 52 | 8  | O nakama 100-ri dekiru ka na / Jiman no deshi-tachi (お仲間100人できるかな / 自慢の弟子たち) | 26 listopada 2022    |
| 53 | 9  | Dorodoro kyōdai no chōhatsu (ドロドロ兄弟の挑発)                                             | 3 grudnia 2022       |
| 54 | 10 | Watashi no shiru Iruma wa (私の知るイルマは)                                                 | 10 grudnia 2022      |
| 55 | 11 | Majin tōtō (魔神トートー)                                                                    | 17 grudnia 2022      |
| 56 | 12 | Negai o yumi ni (願いを弓に)                                                                 | 24 grudnia 2022      |
| 57 | 13 | Boku dake no majutsu (僕だけの魔術)                                                          | 7 stycznia 2023      |
| 58 | 14 | Rīdo no kunō (リードの苦悩)                                                                  | 14 stycznia 2023     |
| 59 | 15 | Yumidzukai no shinka (弓使いの真価)                                                          | 21 stycznia 2023     |
| 60 | 16 | Shūkaku-sai no shūen (収穫祭の終焉)                                                          | 28 stycznia 2023     |
| 61 | 17 | Rejendo rīfu (伝説のリーフ)                                                                  | 4 lutego 2023        |
| 62 | 18 | Okaeri (おかえり)                                                                            | 11 lutego 2023       |
| 63 | 19 | Kyōshi-jin no utage (教師陣の宴)                                                             | 18 lutego 2023       |
| 64 | 20 | Akuyū / Magokoro kukkingu kyōshitsu (悪友 / 真心クッキング教室)                              | 25 lutego 2023       |
| 65 | 21 | Tomodachi e no kotoba (トモダチへの言葉)                                                     | 4 marca 2023         |